# میندن، میشیگان
میندن (به انگلیسی: Minden Township) یک منطقهٔ مسکونی در ایالات متحده آمریکا است که در شهرستان سانیلاک واقع شده‌است.
 میندن ۹۳٫۶ کیلومتر مربع مساحت و ۶۳۳ نفر جمعیت دارد و ۲۳۹ متر بالاتر از سطح دریا واقع شده‌است.